# Satan Rejected My Soul
Satan Rejected My Soul è un brano del cantante inglese Morrissey.
Terzo ed ultimo singolo tratto dall'album Maladjusted, il disco venne pubblicato il 29 dicembre del 1997 dalla Island Records e raggiunse la posizione numero 39 della Official Singles Chart.

## Realizzazione
Scritto in collaborazione con il chitarrista Boz Boorer e prodotto da Steve Lillywhite, il disco fu l'ultimo lavoro del cantante prima di un lungo silenzio artistico durato ben sette anni, fino al maggio 2004.
Pare che il testo sia stato composto dopo un'intervista in cui Morrissey avrebbe scherzato sul fatto di aver scritto un brano intitolato, appunto, Satan Rejected My Soul.. Il fatto di esser preso sul serio dall'intervistatore spinse così il cantante a decidere di scriverla davvero. La copertina ritrae una foto di Morrissey, realizzata da Derick Ion.

## Tracce
- UK 7"

1. Satan Rejected My Soul - 2:59
2. Now I Am a Was - 2:36

- UK 12" / CDs

1. Satan Rejected My Soul - 2:59
2. Now I Am a Was - 2:36
3. This Is Not Your Country - 7:24

## Formazione
- Morrissey – voce
- Alain Whyte - chitarra
- Boz Boorer - chitarra
- Jonny Bridgwood - basso
- Spencer Cobrin - batteria